# Державна картинна галерея (Карлсруе)
Державна картинна галерея в Карлсруе (нім. Staatliche Kunsthalle Karlsruhe) — державний художній музей в Карлсруе, в якому представлені роботи переважно німецьких, французьких та нідерландських майстрів останніх семи століть.
Будівлю картинної галереї було споруджено протягом 1836—1846 років під керівництвом архітектора Генріха Гюбша. Це одна з найстаріших музейних будівель Німеччини. Початок колекції музею поклав так званий «Кабінет живопису» маркграфіні Кароліни-Луїзи Гессен-Дармштадтської (1723—1783).

## Колекція
Основу колекції становить 205 картин з приватного зібрання Кароліни Луїзи Гессен-Дармштадтської, переважно полотна французьких та нідерландських художників XVII XVIII століття. З цього приватного зібрання походять такі визначні картини, як "Портрет молодого чоловіка" Франса ван Міріса Старшого, "Зимовий пейзаж з вапняними печами" Ніколаса Берхема,"Мережевниця" Герарда Доу, "Натюрморт з начинням для полювання та мертвим фазаном" Віллема ван Алста, "Мир на пташиному дворі" Мельхіора де Гондекутера, а також "Автопортрет" Рембрандта. До цього зібрання належали також чотири натюрморти Жана Батиста Сімеона Шардена та дві пасторальні картини Франсуа Буше, які Кароліна Луїза Гессен-Дармштадська особисто замовила в цих художників.
Перше велике поповнення музею відбулося 1858 року завдяки приватному зібранню каноніка собору в Карлсруе Йоганна Баптиста фон Гіршера (1788–1865), це були переважно твори сакральної тематики XV та XVI століть.
У постійній експозиції в основній будівлі демонструється близько 800 полотен і скульптур. Колекція відома полотнами німецьких живописців пізньої готики та Північного ренесансу, нідерландських і французьких майстрів XVII та XVIII століть, а також німецьких художників і скульпторів XIX ст.
У музеї представлені роботи німецького художника Ганса Тома (1839—1924), який був директором картинної галереї.
У будівлі оранжереї представлені картини XX і XXI століть, серед них полотна Едуара Мане, Ловіса Корінта, Каміля Піссаро.

## Галерея

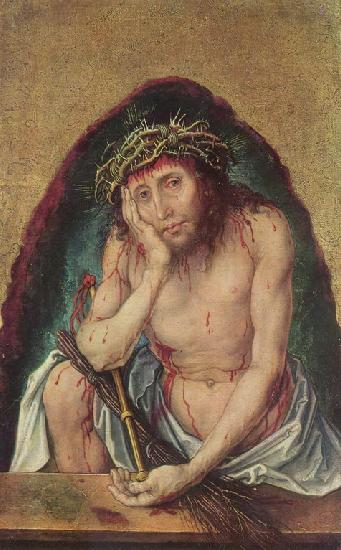
Альбрехт Дюрер. Чоловік скорботи. 1490-1492
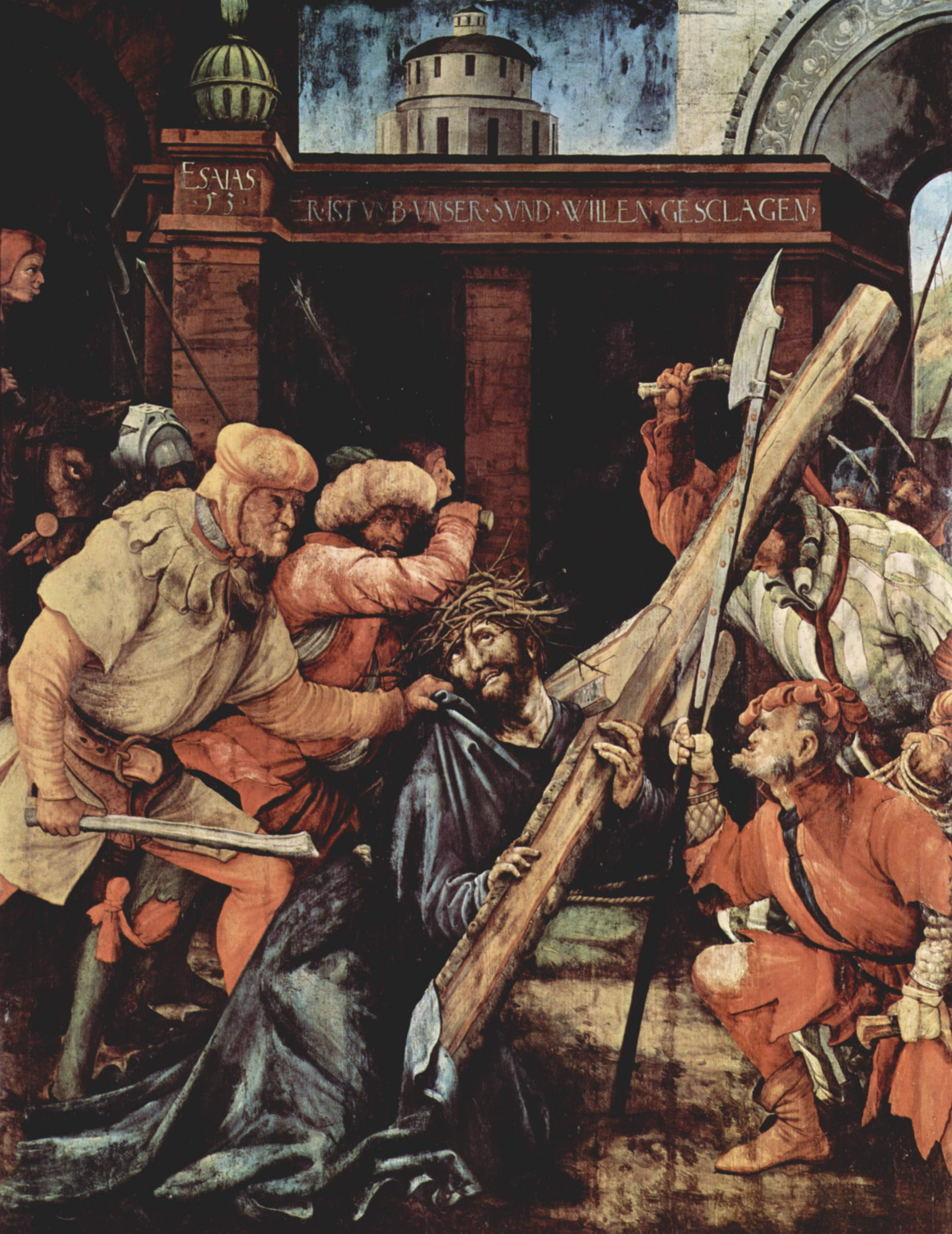
Маттіас Грюневальд. Наруга над Христом. 1523-1524
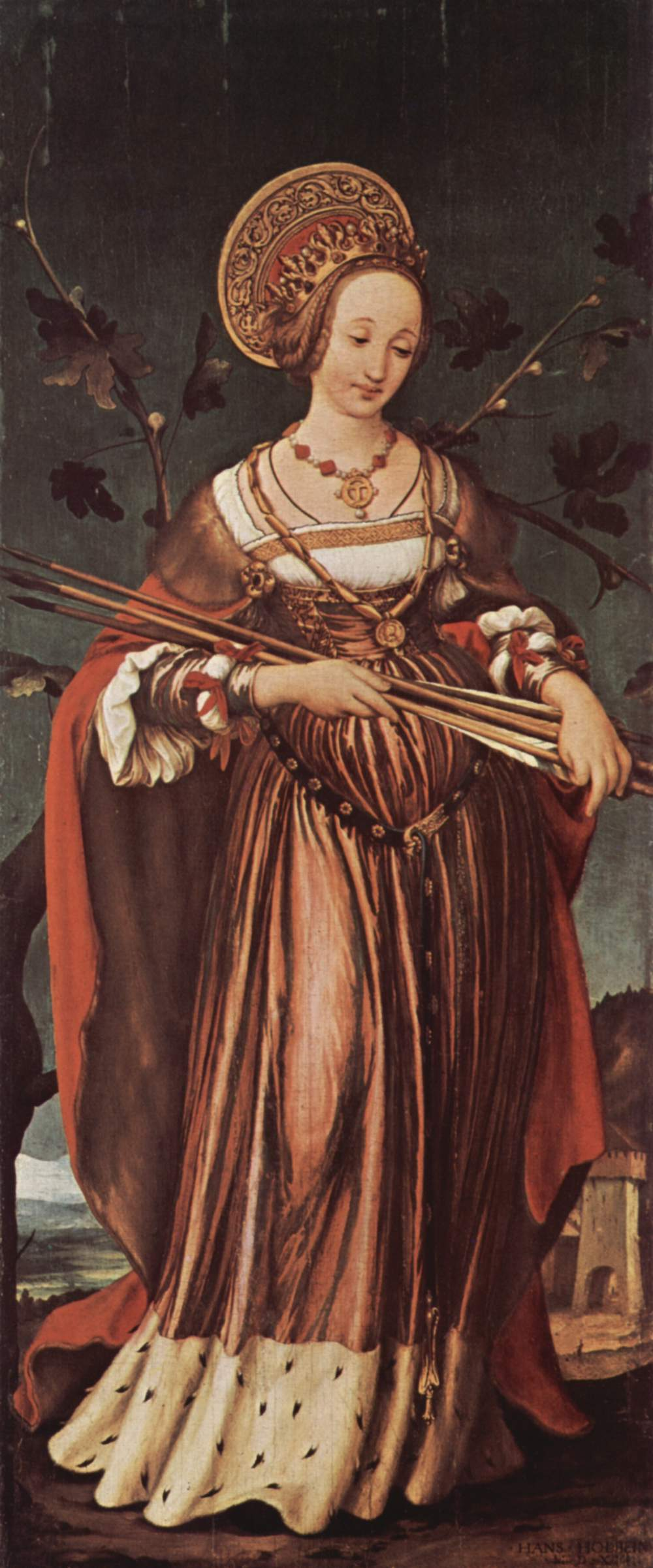
Ганс Гольбейн молодший. Свята Урсула. 1523
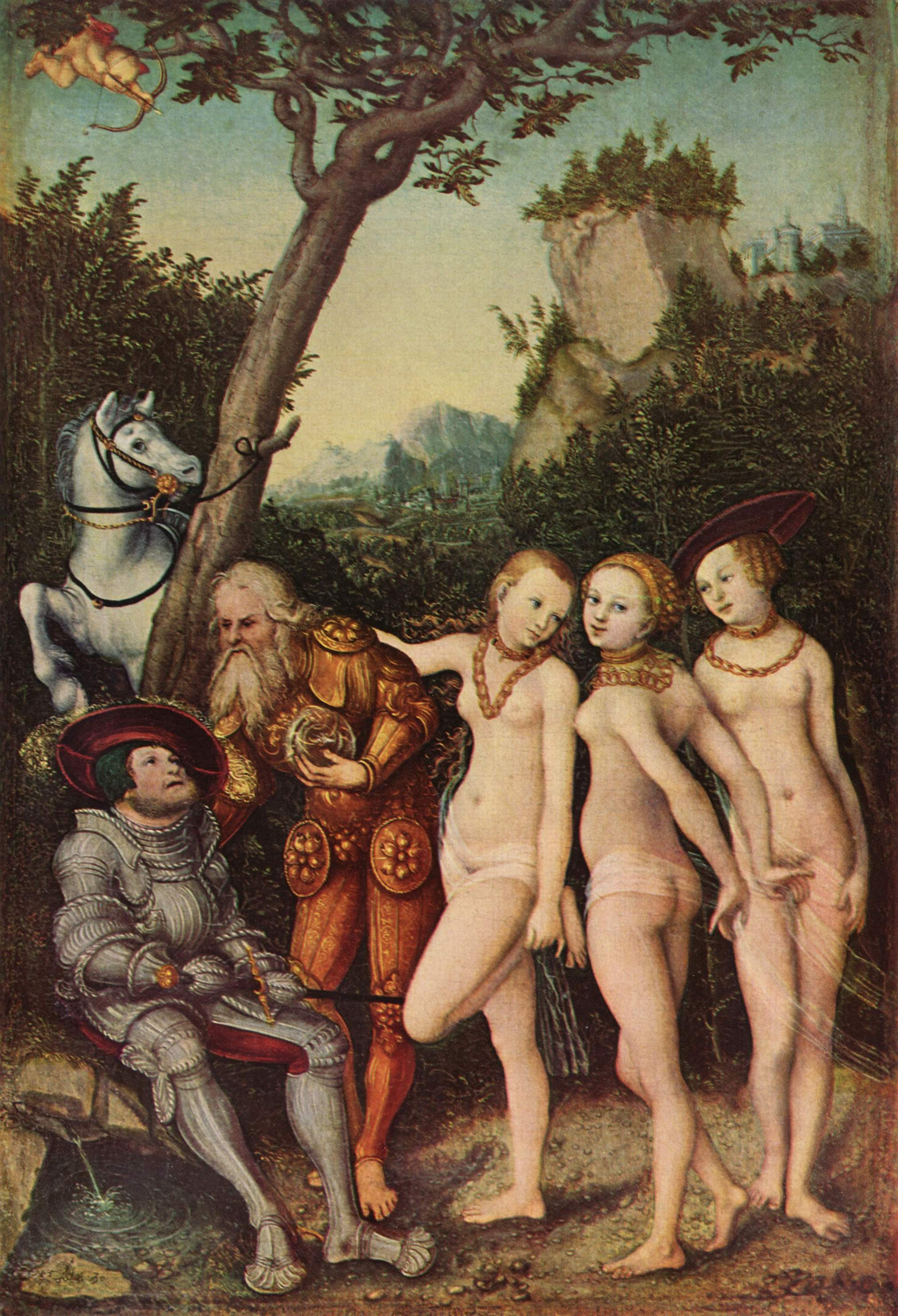
Лукас Кранах Старший. Суд Паріса. бл. 1530
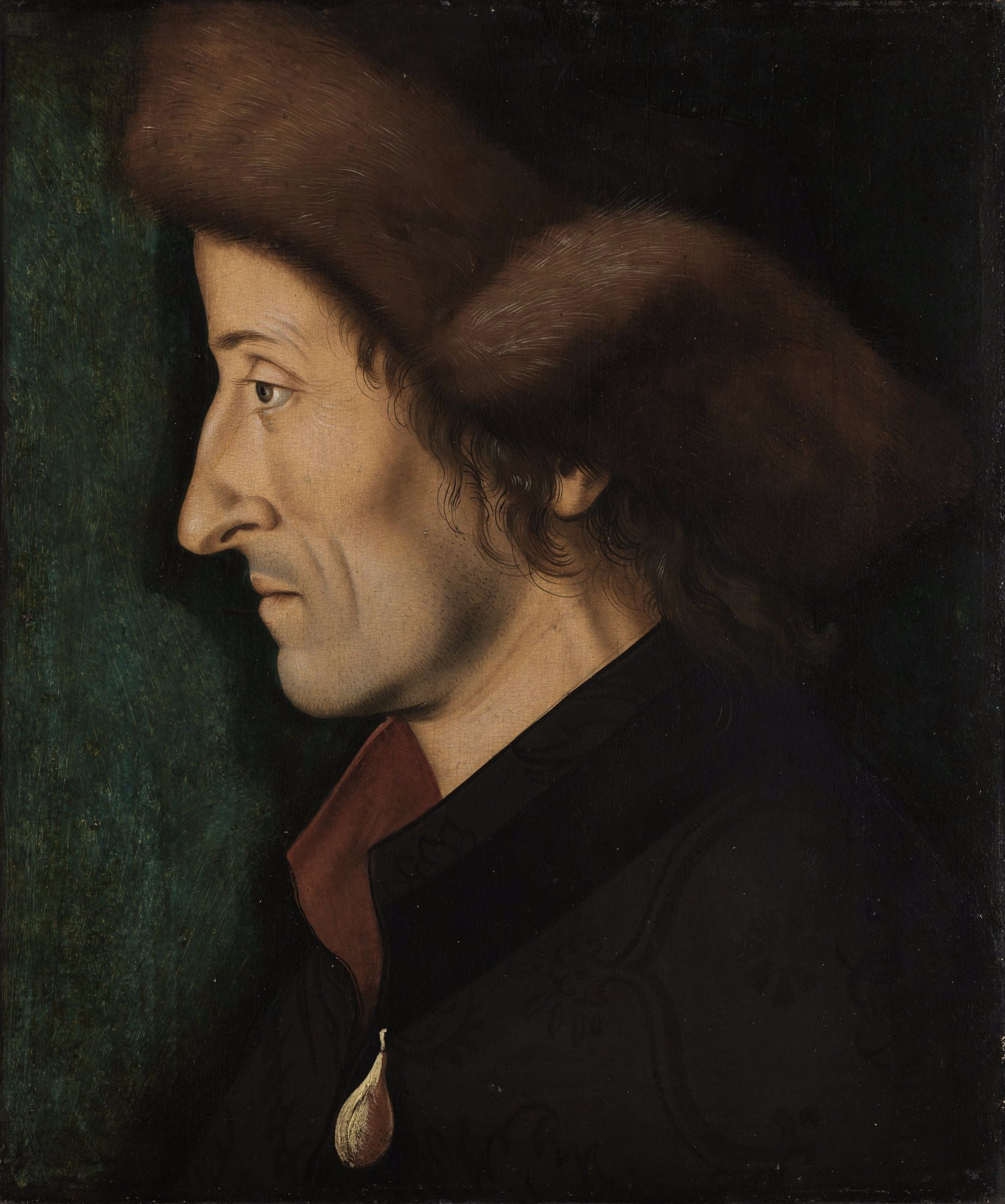
Ганс Бургкмайр Старший. Портрет Себастіана Бранта. бл. 1508